# Raíces de sangre
Raíces de sangre és una pel·lícula mexicana escrita i dirigida per Jesús Salvador Treviño estrenada el 1978 a Mèxic i altres països. Segons algunes fonts, va tenir una versió ampliada el 30 de maig de 1979, però altres fonts mostren que fou exhibida als cinemes estatunidencs ja a l'agost de 1978. La pel·lícula tracta de les relacions laborals i les tensions entre treballadors mexicans i xicans. Ha rebut elogis com a obra fonamental del cinema llatinoamericà.

## Argument
La pel·lícula està ambientada a Socorro (Texas), al llarg de la frontera entre els Estats Units i Mèxic. Els treballadors xicans i mexicans interactuen entre ells i amb la direcció d’una fàbrica de confecció. Enmig de l’augment de la tensió laboral i dels intents d’organització dels treballadors, es produeix un motí mortal.

## Repartiment
- Richard Yñiguez - Carlos Rivera
- Malena Doria - Hilda Gutierrez
- Adriana Rojo - Rosamaria Mejía
- Ernesto Gómez Cruz - Román Carvajal
- Pepe Serna - Juan Vallejo
- Roxana Bonila-Giannini - Lupe Carrillo[3]
- León Singer - Rogelio
- Enrique Muñoz - Adolfo Mejía
- Roger Cudney - Alvarado

## Premis i nominacions
En la XX edició dels Premis Ariel organitzada per l'Acadèmia Mexicana d'Arts i Ciències Cinematogràfiques (AMACC) de 1978, Treviño fou nominat al premi al millor argument original i a la millor opera prima.
El 1983, el professor d’Estudis Chicano/Latino, el Dr. Alejandro Morales, va revisar i analitzar la literatura de tres de les principals obres de Treviño dels anys 70, afirmant sobre Raíces de sangre que és “un antídot contra produccions de Hollywood com Boulevard Nights i Walk Proud, enfocades sobre imatges estereotípiques de bandess xicanes".:127 Critica la pel·lícula assenyalant que" [El film projecta ... una visió confusa de la vida a la frontera entre els Estats Units i Mexic.":128 Morales també assenyala el simbolisme de la tanca que divideix la frontera, i els chicanos i els mexicans, al final de la pel·lícula i observa que "... els delinqüents queden impunes i ni tan sols un advocat educat de Harvard canviarà les condicions d'explotació que existeixen a la frontera.":133
El 1991, Raíces de sangre va ser inclòs en una antologia de les 25 pel·lícules més significatives del cinema llatinoamericà a la 36a Setmana Internacional de Cinema de Valladolid.
En el seu llibre de 2014 Latino Image Makers in Hollywood, l'autor Frank Javier Garcia Berumen descriu la pel·lícula de Treviño com a fundacional dei cinema xicano.